# Saison 10 de Grey's Anatomy
Chronologie
Saison 9 Saison 11
La saison 10 de la série télévisée Grey's Anatomy débute en septembre 2013 et s'achève en mai 2014 sur le réseau américain ABC, avec un total de 24 épisodes.

## Généralités
Le 10 mai 2013, la série a été renouvelée pour une dixième saison et diffusée en deux parties :
- à l'automne à partir du 26 septembre 2013[2] pour douze épisodes consécutifs, puis prendra une pause hivernale.
- au printemps à partir du 27 février 2014[3] pour douze épisodes consécutifs.

Au mois d'août 2013, Sandra Oh a annoncé qu'elle quittera la série au terme de cette dixième saison.
Tina Majorino étant prise sur le tournage du film Veronica Mars, elle ne fait plus partie de la distribution (son personnage meurt dans le premier épisode).
Le 23 janvier 2014, Ellen Pompeo et Patrick Dempsey ont signé de nouveaux contrats les liant avec la production pour deux saisons supplémentaires.

## Intrigues
Après les nombreux ravages provoqués par la  tempête, dans le final de la saison précédente, la vie de deux médecins est en danger. À la suite de cet événement, Derek et Meredith jonglent entre leur rôle de nouveaux parents et leur travail de chirurgien, tandis qu’Arizona tente de réparer son mariage. Pendant ce temps, une trahison provoque des tensions entre Cristina à Meredith, et April se prépare pour le grand jour.

## Distribution

### Acteurs principaux
- Ellen Pompeo (VF : Céline Mauge) : Dr Meredith Shepherd (24/24)
- Sandra Oh (VF : Yumi Fujimori) : Dr Cristina Yang (24/24)
- Justin Chambers (VF : Sébastien Desjours) : Dr Alex Karev (24/24)
- Chandra Wilson (VF : Zaïra Benbadis) : Dr Miranda Warren (24/24)
- James Pickens, Jr. (VF : Said Amadis) : Dr Richard Webber (24/24)
- Sara Ramirez (VF : Edwige Lemoine) : Dr Callie Torres-Robbins (24/24)
- Kevin McKidd (VF : Alexis Victor) : Dr Owen Hunt (24/24)
- Jessica Capshaw (VF : Véronique Alycia) : Dr Arizona Robbins (24/24)
- Sarah Drew (VF : Sophie Froissard) : Dr April Kepner (24/24)
- Jesse Williams(VF : Geoffrey Vigier) : Dr Jackson Avery (23/24)
- Camilla Luddington (VF : Marie-Eugénie Maréchal) : Dr Josephine Wilson[6] (24/24)
- Gaius Charles (VF : Jean-Baptiste Anoumon) : Dr Shane Ross[6] (24/24)
- Jerrika Hinton (VF : Geneviève Doang) : Dr Stephanie Edwards[6] (24/24)
- Tessa Ferrer (VF : Audrey Sablé) : Dr Leah Murphy[6] (23/24)
- Patrick Dempsey (VF : Damien Boisseau) : Dr Derek Shepherd (24/24)

### Acteurs récurrents et invités
- Debbie Allen (VF : Dominique Westberg) : Dr Catherine Avery (épisodes 2, 5, 16, 20, 21 et 24)
- Tina Majorino (VF : Caroline Pascal) : Dr Heather Brooks (épisodes 1 et 2)
- Bobby Campo : Brian[7] (épisodes 1 et 2)
- Heather Hemmens (VF : Marie Tirmont) : Sasha[7] (épisodes 1 et 2)
- Justin Bruening (VF : Valéry Schatz) : Matthew « Matt » Taylor (épisodes 2, 8, 11, 12)
- James Remar (VF : Patrice Baudrier) : James « Jimmy » Evans, père d'Alex Karev[8] (épisodes 4 à 13)
- Marguerite Moreau (VF : Marie Zidi) : Dr Emma Marling (7 épisodes)
- Hector Elizondo (VF : François Jaubert) : Carlos Torres[9] (épisode 9)
- Keke Palmer : Cheryl Jeffries[10] (épisode 16)
- Paul James : Eric[11] (épisode 16)
- Patrick Fabian : Dr Oliver Lebackes[12] (épisode 18)
- Isaiah Washington (VF : Jean-Paul Pitolin) : Dr Preston Burke[13] (épisode 22)
- Caterina Scorsone (VF : Élisabeth Ventura) : Dr Amelia Shepherd[14] (épisode 21 à 24)
- Kelly McCreary (VF : Diane Dassigny) : Dr Maggie Pierce[15] (épisodes 23 et 24)

## Épisodes

### Épisode 1:Après l'orage (1/2)
- États-Unis /  Canada : 26 septembre 2013 sur ABC[2] / CTV
- Belgique : 14 juin 2014 sur RTL-TVI
- Québec : 27 septembre 2014 sur Radio-Canada
- Suisse : 5 novembre 2014 sur RTS Un
- France : 1er avril 2015 sur TF1

- États-Unis : 9,27 millions de téléspectateurs[16] (première diffusion)
- Canada : 2,012 millions de téléspectateurs[17] (première diffusion)
- France : 5,61 millions de téléspectateurs[18] (première diffusion)

- Veronica Cartwright (Lydia Ashford)
- Tina Majorino (Dr Heather Brooks)
- Heather Hemmens (Sasha)
- Bobby Campo (Brian)

### Épisode 2:Après l'orage (2/2)
- États-Unis /  Canada : 26 septembre 2013 sur ABC[2] / CTV
- Belgique : 14 juin 2014 sur RTL-TVI
- Québec : 4 octobre 2014 sur Radio-Canada
- Suisse : 5 novembre 2014 sur RTS Un
- France : 1er avril 2015 sur TF1

- États-Unis : 9,27 millions de téléspectateurs[16] (première diffusion)
- Canada : 2,01 millions de téléspectateurs[17] (première diffusion)
- France : 5,27 millions de téléspectateurs[18] (première diffusion)

- Debbie Allen (Dr Catherine Avery)

### Épisode 3:Des hauts et des bas
- États-Unis /  Canada : 3 octobre 2013 sur ABC / CTV
- Belgique : 21 juin 2014 sur RTL-TVI
- Québec : 11 octobre 2014 sur Radio-Canada
- Suisse : 12 novembre 2014 sur RTS Un
- France : 1er avril 2015 sur TF1

- États-Unis : 9,6 millions de téléspectateurs[19] (première diffusion)
- Canada : 1,905 million de téléspectateurs[20] (première diffusion)
- France : 4,55 millions de téléspectateurs[18] (première diffusion)

### Épisode 4:Soirée de gala
- États-Unis /  Canada : 10 octobre 2013 sur ABC / CTV
- Belgique : 21 juin 2014 sur RTL-TVI
- Québec : 18 octobre 2014 sur Radio-Canada
- Suisse : 12 novembre 2014 sur RTS Un
- France : 8 avril 2015 sur TF1

- États-Unis : 8,79 millions de téléspectateurs[21] (première diffusion)
- Canada : 1,765 million de téléspectateurs[22] (première diffusion)
- France : 5,29 millions de téléspectateurs[23] (première diffusion)

### Épisode 5:Mère et Chirurgien
- États-Unis /  Canada : 17 octobre 2013 sur ABC / CTV
- Belgique : 28 juin 2014 sur RTL-TVI
- Québec : 25 octobre 2014 sur Radio-Canada
- Suisse : 19 novembre 2014 sur RTS Un
- France : 8 avril 2015 sur TF1

- États-Unis : 8,78 millions de téléspectateurs[24] (première diffusion)
- Canada : 1,907 million de téléspectateurs[25] (première diffusion)
- France : 4,76 millions de téléspectateurs[23] (première diffusion)

- Debbie Allen (Dr Catherine Avery)

### Épisode 6:Cartes en main
- États-Unis /  Canada : 24 octobre 2013 sur ABC / CTV
- Belgique : 28 juin 2014 sur RTL-TVI
- Québec : 1er novembre 2014 sur Radio-Canada
- Suisse : 19 novembre 2014 sur RTS Un
- France : 8 avril 2015 sur TF1

- États-Unis : 8,73 millions de téléspectateurs[26] (première diffusion)
- Canada : 1,759 million de téléspectateurs[27] (première diffusion)
- France : 4,08 millions de téléspectateurs[23] (première diffusion)

- James Remar (James "Jimmy" Evans)

### Épisode 7:Frayeurs nocturnes
- États-Unis /  Canada : 31 octobre 2013 sur ABC / CTV
- Belgique : 5 juillet 2014 sur RTL TVI
- Québec : 8 novembre 2014 sur Radio-Canada
- Suisse : 26 novembre 2014 sur RTS Un
- France : 15 avril 2015 sur TF1

- États-Unis : 8,94 millions de téléspectateurs[28] (première diffusion)
- Canada : 2,097 millions de téléspectateurs[29] (première diffusion)
- France : 4,7 millions de téléspectateurs[30] (première diffusion)

- Jason George (Dr Ben Warren)

### Épisode 8:Les Uns contre les autres
- États-Unis /  Canada : 7 novembre 2013 sur ABC / CTV
- Belgique : 5 juillet 2014 sur RTL TVI
- Québec : 15 novembre 2014 sur Radio-Canada
- Suisse : 26 novembre 2014 sur RTS Un
- France : 15 avril 2015 sur TF1

- États-Unis : 8,68 millions de téléspectateurs[31] (première diffusion)
- Canada : 1,812 million de téléspectateurs[32] (première diffusion)
- France : 4,19 millions de téléspectateurs[30] (première diffusion)

- Jason George (Dr Ben Warren)

### Épisode 9:Erreur humaine
- États-Unis /  Canada : 14 novembre 2013 sur ABC / CTV
- Belgique : 12 juillet 2014 sur RTL TVI
- Québec : 22 novembre 2014 sur Radio-Canada
- Suisse : 3 décembre 2014 sur RTS Un
- France : 22 avril 2015 sur TF1

- États-Unis : 8,56 millions de téléspectateurs[33] (première diffusion)
- Canada : 1,845 million de téléspectateurs[34] (première diffusion)
- France : 4,31 millions de téléspectateurs[35] (première diffusion)

- Héctor Elizondo (Carlos Torres)

Lorsqu'un procès inattendu pour faute professionnelle est intenté contre Callie Torres, elle fait le bilan des dernières semaines. En effet, elle a accepté une opération expérimentale et risquée qu'elle réalisait pour la première fois ; le patient, un sportif célèbre, a insisté pour avoir cette chirurgie à la suite de laquelle il a finalement subi l'amputation de ses deux jambes en raison d'une infection post opératoire.
Carlos, le père de Callie, arrive dans l'appartement de sa fille, apprend la séparation de Callie et Arizona et partage un secret avec elle : avant la naissance de Callie, il a trompé son épouse en couchant avec une autre femme ; son épouse, la future mère de Callie, lui a pardonné.

### Épisode 10:Dans la tourmente
- États-Unis /  Canada : 21 novembre 2013 sur ABC / CTV
- Belgique : 12 juillet 2014 sur RTL TVI
- Québec : 29 novembre 2014 sur Radio-Canada
- Suisse : 3 décembre 2014 sur RTS Un
- France : 22 avril 2015 sur TF1

- États-Unis : 8,61 millions de téléspectateurs[36] (première diffusion)
- Canada : 2,357 millions de téléspectateurs[37] (première diffusion + différé 7 jours)
- France : 4,26 millions de téléspectateurs[35] (première diffusion)

- Jason George (Dr Ben Warren)

### Épisode 11:Révolutionner la médecine
- États-Unis /  Canada : 5 décembre 2013 sur ABC / CTV
- Belgique : 19 juillet 2014 sur RTL TVI
- Québec : 6 décembre 2014 sur Radio-Canada
- Suisse : 10 décembre 2014 sur RTS Un
- France : 29 avril 2015 sur TF1

- États-Unis : 7,02 millions de téléspectateurs[38] (première diffusion)
- Canada : 2,057 millions de téléspectateurs[39] (première diffusion + différé 7 jours)
- France : 4,6 millions de téléspectateurs[40] (première diffusion)

### Épisode 12:Lève-toi et parle
- États-Unis /  Canada : 12 décembre 2013 sur ABC / CTV
- Belgique : 19 juillet 2014 sur RTL TVI
- Suisse : 10 décembre 2014 sur RTS Un
- Québec : 10 janvier 2015 sur Radio-Canada
- France : 29 avril 2015 sur TF1

- États-Unis : 8,36 millions de téléspectateurs[41] (première diffusion)
- Canada : 2,131 millions de téléspectateurs[42] (première diffusion + différé 7 jours)
- France : 4,38 millions de téléspectateurs[40] (première diffusion)

### Épisode 13:Pour le meilleur et pour le pire
- États-Unis /  Canada : 27 février 2014 sur ABC[3] / CTV
- Belgique : 26 juillet 2014 sur RTL TVI
- Suisse : 17 décembre 2014 sur RTS Un
- Québec : 17 janvier 2015 sur Radio-Canada
- France : 6 mai 2015 sur TF1

- États-Unis : 9,42 millions de téléspectateurs[43] (première diffusion)
- Canada : 2,497 millions de téléspectateurs[44] (première diffusion + différé 7 jours)
- France : 4,8 millions de téléspectateurs[45] (première diffusion)

- James Remar (James « Jimmy » Evans)
- Jason George (Ben Warren)
- Brian Howe (Cat Man/Robert Fischer)
- Alex Désert (Miles Green)
- Susan Chuang (Naomi Evans)

### Épisode 14:Amours cachées
- États-Unis /  Canada : 6 mars 2014 sur ABC / CTV
- Belgique : 26 juillet 2014 sur RTL TVI
- Suisse : 17 décembre 2014 sur RTS Un
- Québec : 24 janvier 2015 sur Radio-Canada
- France : 6 mai 2015 sur TF1

- États-Unis : 8,21 millions de téléspectateurs[46] (première diffusion)
- Canada : 2,26 millions de téléspectateurs[47] (première diffusion + différé 7 jours)
- France : 4,69 millions de téléspectateurs[45] (première diffusion)

- Jason George (Ben Warren)
- Marguerite Moreau (Dr Emma Marling)
- Sarayu Rao (Pam)
- Lindsey Kraft (Lisa Campbell)
- Hayley McFarland (Rory Williams)
- Abigail Mavity (Ariel Williams)

### Épisode 15:À l'abandon
- États-Unis /  Canada : 13 mars 2014 sur ABC / CTV
- Suisse : 7 janvier 2015 sur RTS Un
- Québec : 31 janvier 2015 sur Radio-Canada
- Belgique : 18 avril 2015 sur RTL TVI
- France : 13 mai 2015 sur TF1

- États-Unis : 7,36 millions de téléspectateurs[48] (première diffusion)
- Canada : 2,344 millions de téléspectateurs[49] (première diffusion + différé 7 jours)
- France : 4,27 millions de téléspectateurs[50] (première diffusion)

- Geoffrey Arend (Thom)
- W. Earl Brown (Herb Cramer)
- JD Cullum (Lloyd)
- Alyson Reed (Anna from HR)

### Épisode 16:Sauve qui peut
- États-Unis /  Canada : 20 mars 2014 sur ABC / CTV
- Suisse : 7 janvier 2015 sur RTS Un
- Québec : 7 février 2015 sur Radio-Canada
- Belgique : 18 avril 2015 sur RTL TVI
- France : 13 mai 2015 sur TF1

- États-Unis : 8,09 millions de téléspectateurs[51] (première diffusion)
- Canada : 2,115 millions de téléspectateurs[52] (première diffusion + différé 7 jours)
- France : 4,02 millions de téléspectateurs[50] (première diffusion)

- Debbie Allen (Dr Catherine Avery)
- Keke Palmer (Cheryl Jeffries)
- Paul James (Eric)

### Épisode 17:La Vie rêvée de Cristina
- États-Unis /  Canada : 27 mars 2014 sur ABC / CTV
- Suisse : 14 janvier 2015 sur RTS Un
- Québec : 14 février 2015 sur Radio-Canada
- Belgique : 2 mai 2015 sur RTL TVI
- France : 20 mai 2015 sur TF1

- États-Unis : 8,42 millions de téléspectateurs[53] (première diffusion)
- Canada : 2,024 millions de téléspectateurs[54] (première diffusion + différé 7 jours)
- France : 4,93 millions de téléspectateurs[55] (première diffusion)

- Anne Dudek (Elise Castor)
- Charlie Hofheimer (Jason Castor)

### Épisode 18:Contagion
- États-Unis /  Canada : 3 avril 2014 sur ABC / CTV
- Suisse : 14 janvier 2015 sur RTS Un
- Québec : 21 février 2015 sur Radio-Canada
- Belgique : 2 mai 2015 sur RTL TVI
- France : 20 mai 2015 sur TF1

- États-Unis : 8,28 millions de téléspectateurs[56] (première diffusion)
- Canada : 2,262 millions de téléspectateurs[57] (première diffusion + différé 7 jours)
- France : 4,46 millions de téléspectateurs[55] (première diffusion)

Patrick Fabian (Dr Oliver Lebackes)

### Épisode 19:La Nomination
- États-Unis /  Canada : 10 avril 2014 sur ABC / CTV
- Suisse : 21 janvier 2015 sur RTS Un
- Québec : 28 février 2015 sur Radio-Canada
- Belgique : 9 mai 2015 sur RTL TVI
- France : 27 mai 2015 sur TF1

- États-Unis : 8,18 millions de téléspectateurs[58] (première diffusion)
- Canada : 2,161 millions de téléspectateurs[59] (première diffusion + différé 7 jours)
- France : 4,71 millions de téléspectateurs[60] (première diffusion)

### Épisode 20:Nuit blanche
- États-Unis /  Canada : 17 avril 2014 sur ABC / CTV
- Suisse : 21 janvier 2015 sur RTS Un
- Québec : 7 mars 2015 sur Radio-Canada
- Belgique : 9 mai 2015 sur RTL TVI
- France : 27 mai 2015 sur TF1

- États-Unis : 8,45 millions de téléspectateurs[61] (première diffusion)
- Canada : 2,019 millions de téléspectateurs[62] (première diffusion + différé 7 jours)
- France : 4,45 millions de téléspectateurs[60] (première diffusion)

- Jason George (Dr Ben Warren)
- Debbie Allen (Dr Catherine Avery)

### Épisode 21:Les Raisons du cœur
- États-Unis /  Canada : 24 avril 2014 sur ABC / CTV
- Suisse : 28 janvier 2015 sur RTS Un
- Québec : 14 mars 2015 sur Radio-Canada
- Belgique : 16 mai 2015 sur RTL TVI
- France : 3 juin 2015 sur TF1

- États-Unis : 7,99 millions de téléspectateurs[63] (première diffusion)
- Canada : 2,214 millions de téléspectateurs[64] (première diffusion + différé 7 jours)
- France : 4,7 millions de téléspectateurs[65] (première diffusion)

- Caterina Scorsone (Dr Amelia Shepherd)
- Debbie Allen (Dr Catherine Avery)

### Épisode 22:Une proposition en or
- États-Unis /  Canada : 1er mai 2014 sur ABC / CTV
- Suisse : 28 janvier 2015 sur RTS Un
- Québec : 21 mars 2015 sur Radio-Canada
- Belgique : 16 mai 2015 sur RTL TVI
- France : 3 juin 2015 sur TF1

- États-Unis : 8,81 millions de téléspectateurs[66] (première diffusion)
- Canada : 2,24 millions de téléspectateurs[67] (première diffusion + différé 7 jours)
- France : 4,72 millions de téléspectateurs[65] (première diffusion)

- Isaiah Washington (Dr Preston Burke)
- Caterina Scorsone (Dr Amélia Sheperd)

### Épisode 23:La Prochaine Étape
- États-Unis /  Canada : 8 mai 2014 sur ABC / CTV
- Suisse : 4 février 2015 sur RTS Un
- Québec : 28 mars 2015 sur Radio-Canada
- Belgique : 23 mai 2015 sur RTL TVI
- France : 10 juin 2015 sur TF1

- États-Unis : 7,95 millions de téléspectateurs[68] (première diffusion)
- Canada : 2,127 millions de téléspectateurs[69] (première diffusion + différé 7 jours)

- Caterina Scorsone (Dr Amélia Sheperd)
- Kelly McCreary (Dr Maggie Pierce)

### Épisode 24:Ceux qui restent, ceux qui partent
- États-Unis /  Canada : 15 mai 2014 sur ABC[70] / CTV
- Suisse : 4 février 2015 sur RTS Un
- Québec : 4 avril 2015 sur Radio-Canada
- Belgique : 23 mai 2015 sur RTL TVI
- France : 10 juin 2015 sur TF1

- États-Unis : 8,92 millions de téléspectateurs[71] (première diffusion)
- Canada : 2,423 millions de téléspectateurs[72] (première diffusion + différé 7 jours)

- Debbie Allen (Dr Catherine Avery)
- Caterina Scorsone (Dr Amelia Shepherd)
- Jason George (Dr Ben Warren)
- Kelly McCreary (Dr Maggie Pierce)

## Audiences aux États-Unis
| N° d'épisode | Titre français                     | Titre original                                          | Chaîne | Date de diffusion originale | États-Unis (en millions de téléspectateurs) | Pdm sur les 18/49 ans |
| ------------ | ---------------------------------- | ------------------------------------------------------- | ------ | --------------------------- | ------------------------------------------- | --------------------- |
| 1            | Après l'orage (1/2)                | Seal Our Fate                                           | ABC    | 26 septembre 2013           | 9.27                                        | 3.4/9                 |
| 2            | Après l'orage (2/2)                | I Want You With Me                                      | ABC    | 26 septembre 2013           | 9.27                                        | 3.4/9                 |
| 3            | Thérapies de couples               | Everybody's Crying Mercy                                | ABC    | 3 octobre 2013              | 9.6                                         | 3.1/9                 |
| 4            | Soirée de gala                     | Puttin' On The Ritz                                     | ABC    | 10 octobre 2013             | 8.79                                        | 2.8/8                 |
| 5            | Mère et Chirurgien                 | I Bet It Strung                                         | ABC    | 17 octobre 2013             | 8.78                                        | 2.7/7                 |
| 6            | Cartes en main                     | Map of You                                              | ABC    | 24 octobre 2013             | 8.73                                        | 2.8/8                 |
| 7            | Frayeurs nocturnes                 | Thriller                                                | ABC    | 31 octobre 2013             | 8.94                                        | 2.6/8                 |
| 8            | Les Uns contre les autres          | Two Against One                                         | ABC    | 7 novembre 2013             | 8.68                                        | 2.7/7                 |
| 9            | Erreur humaine                     | Sorry Seems to be the Hardest Word                      | ABC    | 14 novembre 2013            | 8.56                                        | 2.6/7                 |
| 10           | Dans la tourmente                  | Somebody That I Used to Know                            | ABC    | 21 novembre 2013            | 8.61                                        | 2.6/7                 |
| 11           | Révolutionner la médecine          | Man on the Moon                                         | ABC    | 5 décembre 2013             | 7.02                                        | 2.3/6                 |
| 12           | Lève-toi et parle                  | Get Up, Stand Up                                        | ABC    | 12 décembre 2013            | 8.36                                        | 2.7/8                 |
| 13           | Pour le meilleur et pour le pire   | Take it Back                                            | ABC    | 27 février 2014             | 9.42                                        | 3.1/9                 |
| 14           | Amours cachés                      | You've Got to Hide Your Love Away                       | ABC    | 6 mars 2014                 | 8.21                                        | 2.6/7                 |
| 15           | À l'abandon                        | Throwing it All Away                                    | ABC    | 13 mars 2014                | 7.36                                        | 2.3/7                 |
| 16           | Sauve qui peut                     | We Gotta Get Out Of This Place                          | ABC    | 20 mars 2014                | 8.09                                        | 2.4/7                 |
| 17           | La Vie rêvée de Cristina           | Do You Know?                                            | ABC    | 27 mars 2014                | 8.42                                        | 2.6/7                 |
| 18           | Contagion                          | You Be Illin'                                           | ABC    | 3 avril 2014                | 8.28                                        | 2.7/8                 |
| 19           | La Nomination                      | I'm Winning                                             | ABC    | 10 avril 2014               | 8.18                                        | 2.6/8                 |
| 20           | Nuit blanche                       | Got It Alone                                            | ABC    | 17 avril 2014               | 8.45                                        | 2.6/8                 |
| 21           | Les Raisons du cœur                | Change of Heart                                         | ABC    | 24 avril 2014               | 7.99                                        | 2.3/7                 |
| 22           | Une proposition en or              | We Are Never Getting Back Together                      | ABC    | 1er mai 2014                | 8.81                                        | 2.6/8                 |
| 23           | La Prochaine Étape                 | Everything I Try to Do, Nothing Seems to Turn Out Right | ABC    | 8 mai 2014                  | 7.95                                        | 2.5/7                 |
| 24           | Ceux qui restent, ceux qui partent | Fear of the Unknown                                     | ABC    | 15 mai 2014                 | 8.92                                        | 2.6/8                 |